# Villacher Fasching

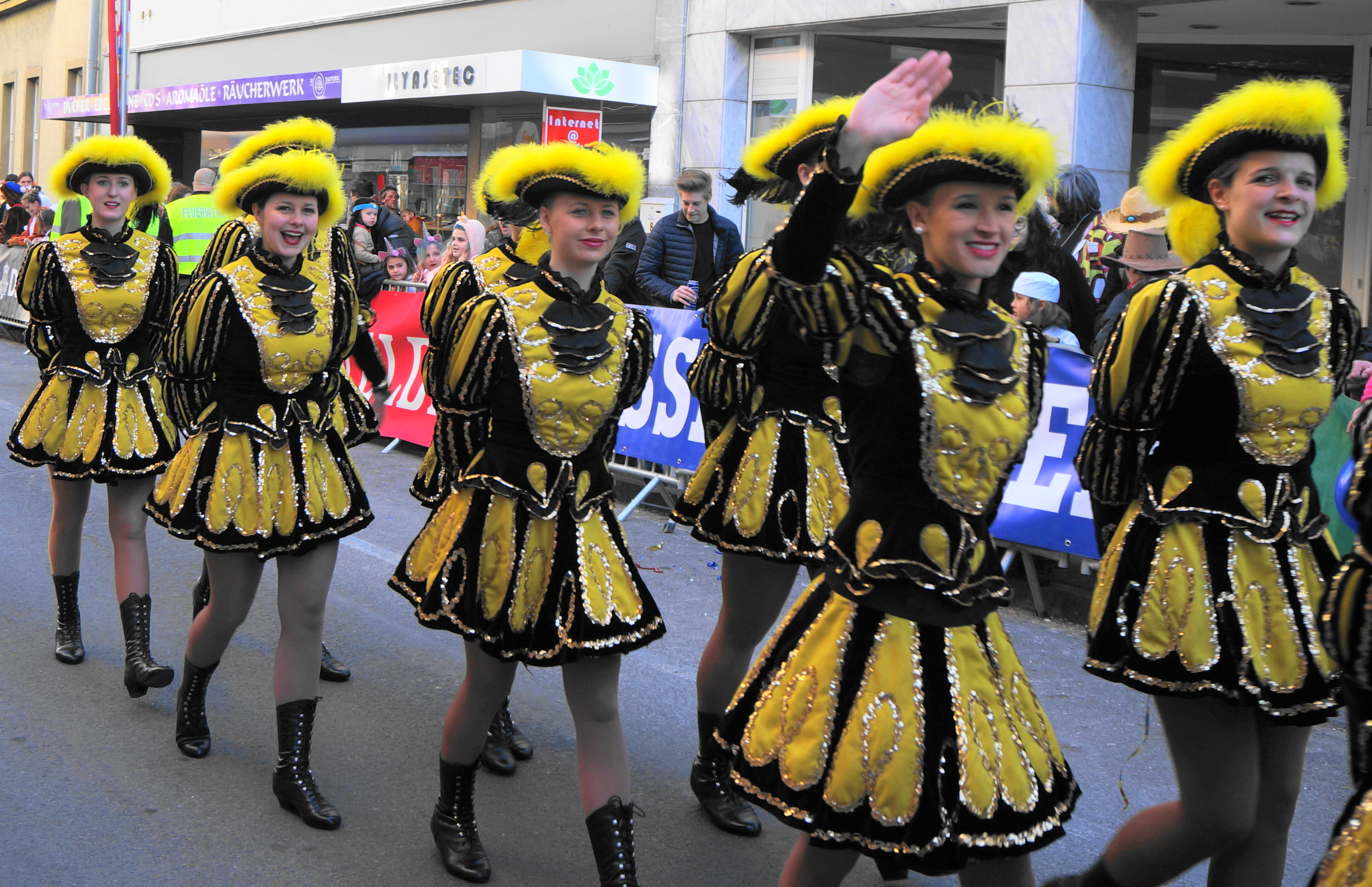
Faschingsgilde Villach, Kärnten

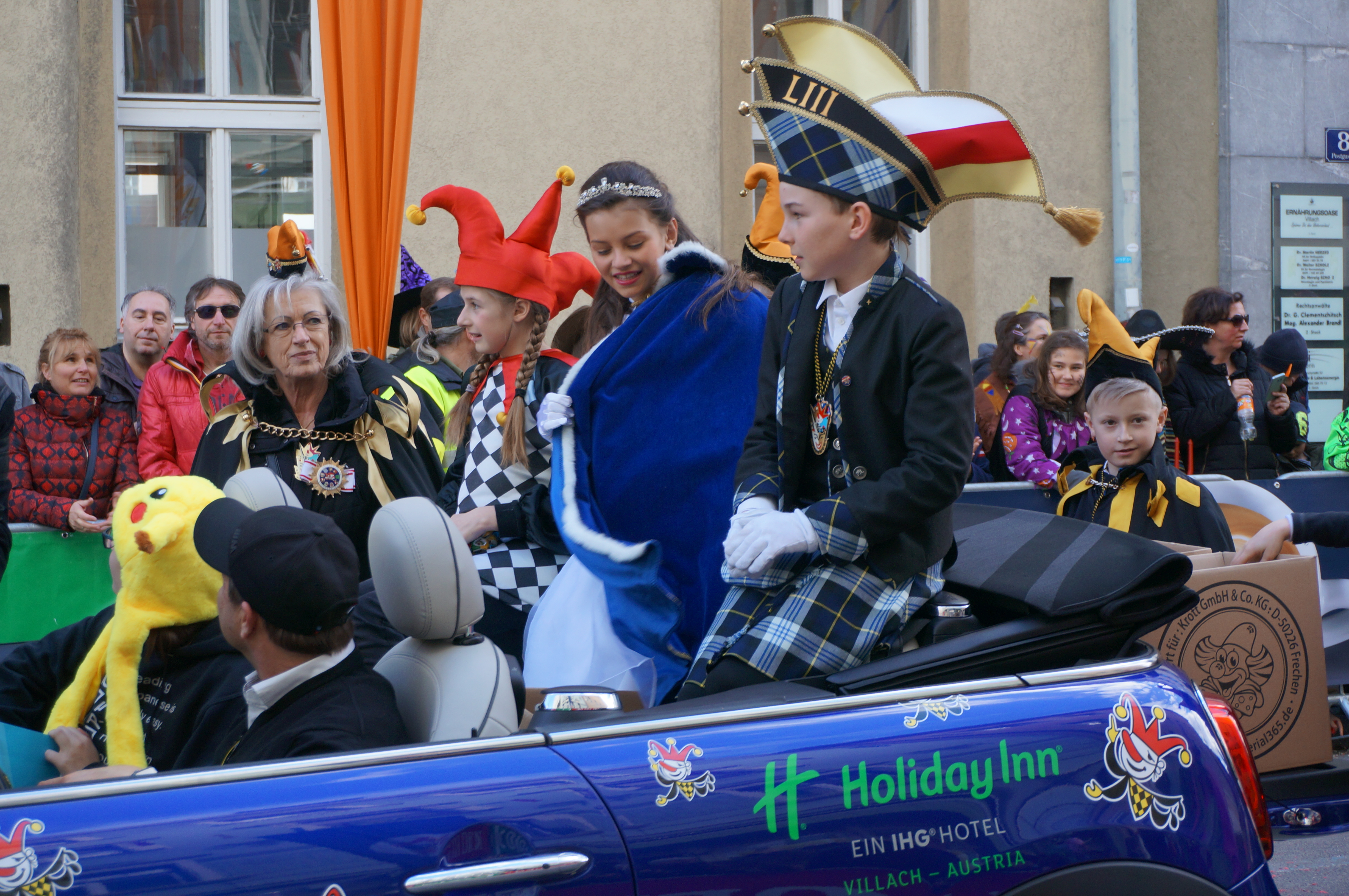
Kinder-Faschings Prinzenpaar 2019, Villach, Kärnten, Österreich

Der Villacher Fasching findet alljährlich in Villach in Kärnten, Österreich statt. Sein Narrenruf lautet „Lei Lei“.

## Geschichte
Der Villacher Fasching fand am Faschingsdienstag 1867 seinen Abschluss mit einer „gelungenen Corsofahrt“. Damit ist der Villacher Fasching zum ersten Mal erwähnt worden.
Seit 1910 veranstaltete die Villacher Bauerngman jährlich einen Bauernball, dessen Erlöse man für wohltätige Zwecke verwendete. 1955 hatte Rudolf Horn die Idee, aus dem Bauernball den neuen „Villacher Fasching“ entstehen zu lassen. Bereits 1958 beteiligten sich über 50 Lokale an dem „Fasching in ganz Villach“. 1961 wurde erstmals in der Arbeiterkammer die „Villacher Faschingssitzung“ durchgeführt. Aus der Villacher Bauerngman bildete sich 1964 die „Villacher Faschingsgilde“. Seit 1972 finden die Veranstaltungen im Congress Center Villach statt. 2001 zogen die Karnevalisten in ihr eigenes, neu erbautes Gildehaus als Vereinslokal um.
Seinen jährlichen Höhepunkt erreicht der Villacher Fasching jeweils am Faschingssamstag beim großen Faschingsumzug in der Innenstadt. Dabei präsentieren sich nicht nur die Villacher Narren in den ausgefallensten Verkleidungen, sondern es nehmen daran auch Gruppen aus anderen Bundesländern und aus anderen europäischen Ländern teil.
Im Jahre 1955 wurde das erste Prinzenpaar gewählt und 1967 das erste Kinderprinzenpaar. Ab 2003 war Volker Grohskopf als Regisseur für die ORF-Übertragung des Villacher Faschings verantwortlich. Wegen der Corona-Pandemie wurde im August 2020 der Umzug im Jahr 2021 abgesagt. 2024 wurden Richard Lugner und Kärntnermilch-Chef Helmut Petschar Ehrenmitglied der Faschingsgilde.
Nach dem Messerangriff in Villach am 15. Februar 2025 wurde der Faschingsumzug und die letzten drei Faschingssitzungen und damit die Aufzeichnung durch den ORF abgesagt.

## Villacher Fasching im Fernsehen
Bereits die erste „Villacher Faschingssitzung“ wurde 1961 vom Rundfunk übertragen. Seit 1963 strahlt das österreichische ORF-Fernsehen Höhepunkte der Veranstaltung alljährlich am Faschingsdienstag aus. Der Villacher Fasching galt über Jahrzehnte als eine der ORF-Unterhaltungssendungen mit den meisten Zusehern, das Publikumsecho sinkt allerdings rapide. 2000 sahen im Schnitt noch 2,08 Millionen Österreicher zu, 2020 unterschritt man mit 959.000 Zusehern erstmals die Millionenmarke, 2021 erreichte die Sendung, die coronabedingt ohne direkte Zuschauer ausgestrahlt wurde, mit 951.000 Zusehern den bisherigen Tiefstand.

## Langjährige Protagonisten
Der Villacher Fasching ist vor allem für seine langjährigen Protagonisten bekannt: Alexander Telesko („Apotheker“), Manfred Tisal („EU-Bauer“), Hannes Höbinger („Der Nachzipfer“), Manfred Obernosterer („Da Noste“), Tanja Karl (als Parodistin Barbara Rett, Ingrid Thurnher), Elisabeth Trattnig, Markus Warum („Wirtschaftsscheiderlein“), Sonja Juchart, Franz Kleinbichler sowie als „Probenchor-Sänger“ Andreas Scherer, Arno Kohlweg und Michael Nowak. Die meisten von ihnen treten nicht mehr auf. 